# 라쿠텐 모바일

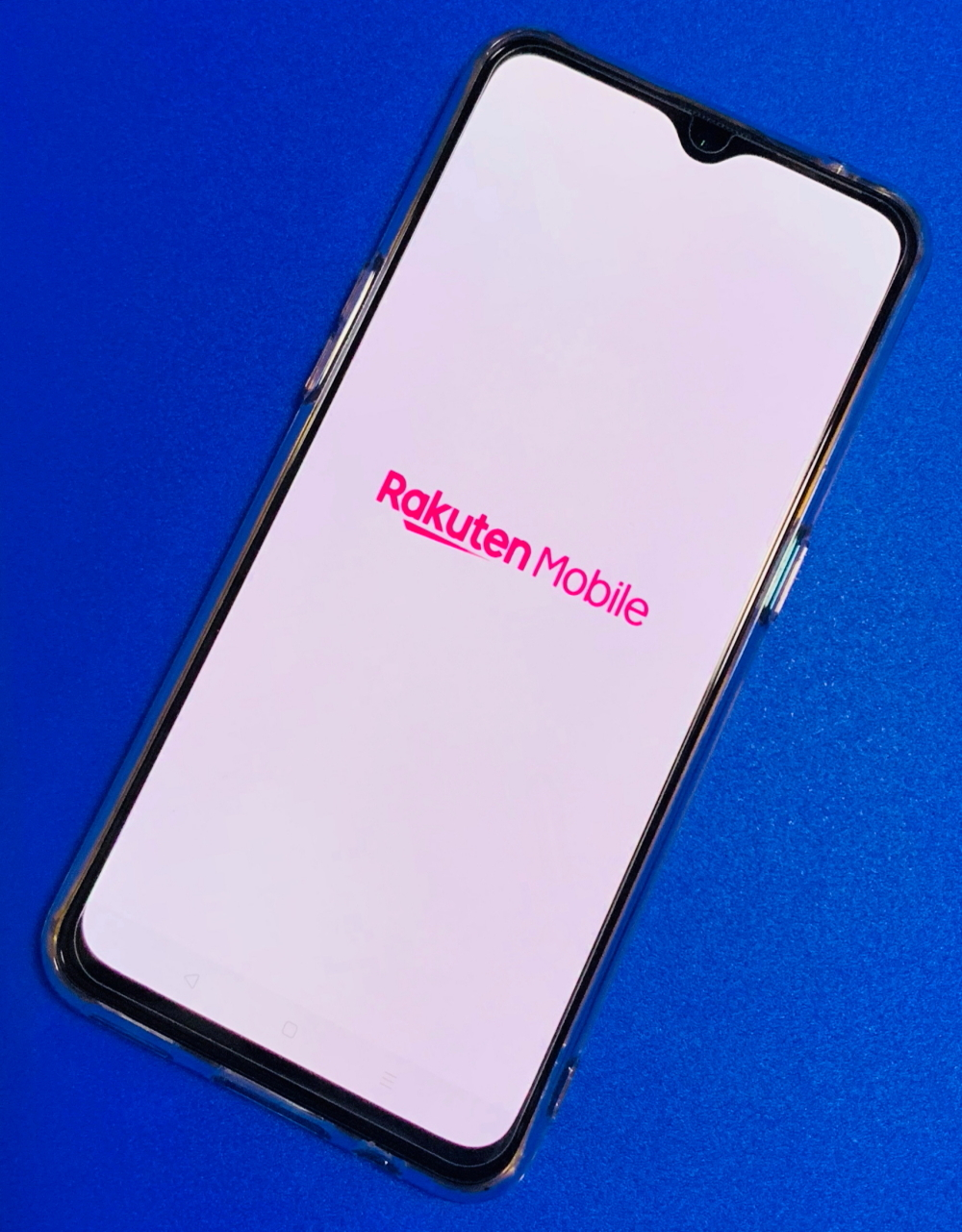
OPPO Reno A 128GB

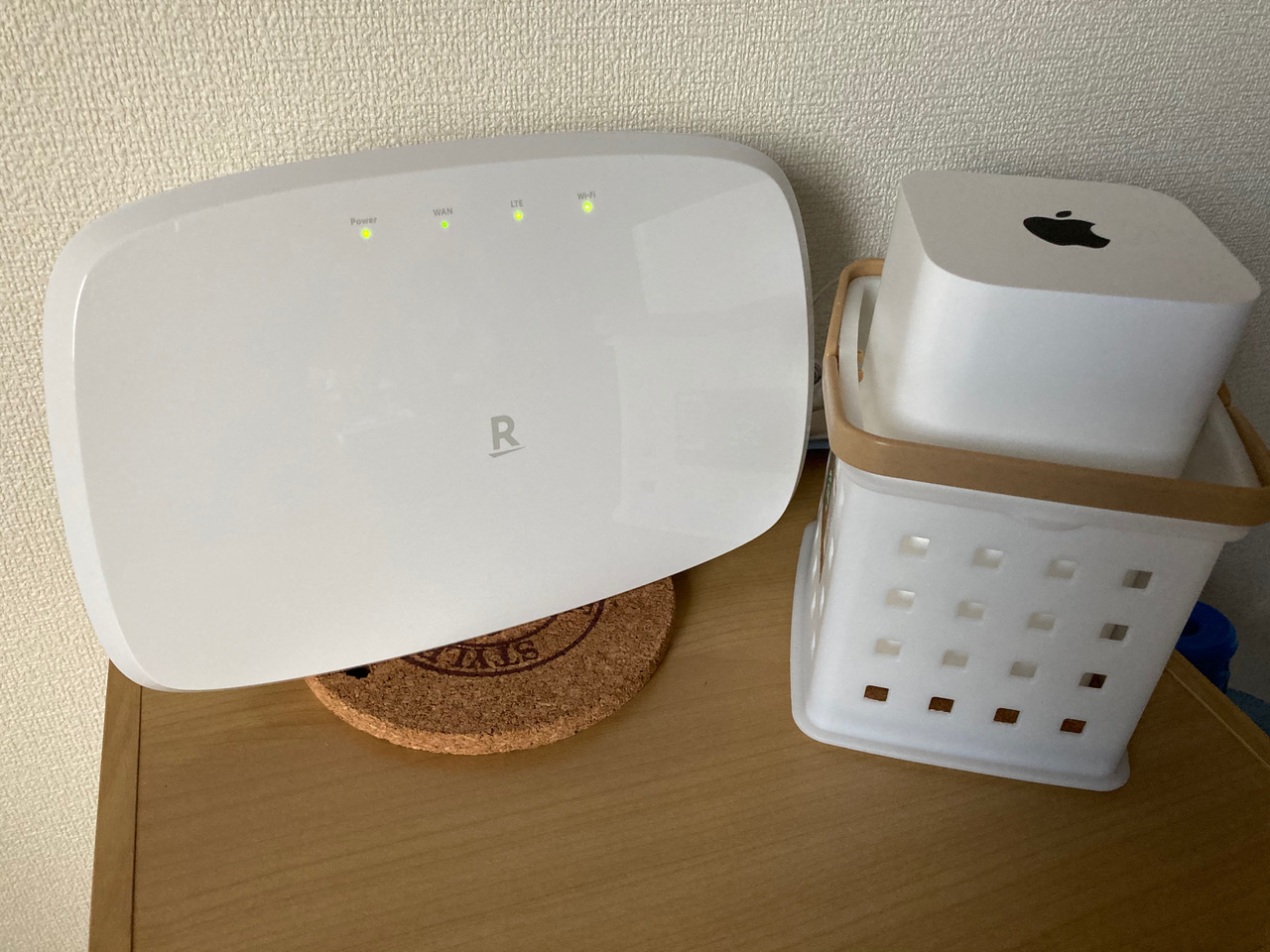
Rakuten Casa (A Rakuten Mobile femtocell.)

라쿠텐 모바일(일본어: 楽天モバイル; らくてんモバイル)은 라쿠텐 모바일 주식회사가 운영하는 이동통신 브랜드이다.

## 연혁
- 2017년 12월 14일 - 라쿠텐이 휴대 전화(MNO) 사업 참여를 발표.[1]
- 2018년 1월 10일 - 라쿠텐 모바일 네트워크 주식회사 설립.
- 2019년 1월 23일- 간토·도카이·긴키 지방에서의 특정 무선국의 포괄 면허를 취득.[2]
- 2019년 4월 1일 - 라쿠텐 모바일 네트워크 사명을 라쿠텐 모바일 주식회사로 변경.
- 2019년 9월 24일 - 규슈 지방의 특정무선국 포괄면허를 취득하여 일본 전지역 면허 취득 완료.[3]
- 2020년 4월 8일 - 정식 서비스 개시.
- 2020년 6월 30일 - 청약량 100만 회선을 돌파.
- 2020년 9월 30일 - 5G 서비스 개시.[4]